# Oscar Lupori
Oscar Lupori (Rosario, 14 de mayo de 1937) fue uno de los sacerdotes fundadores del Movimiento de Sacerdotes para el Tercer Mundo en Rosario e integrante del Movimiento Ecuménico por los Derechos Humanos.

## Biografía
Proviene de una familia humilde católica. Su padre trabajaba en tareas de construcción y su madre era una mujer "de barrio obrero", según su propia definición. Eran cinco hermanos y Oscar a los once años manifiesta sus deseos de ser sacerdote, ingresando al Seminario en 1948. Fue ordenado sacerdote en 1962 y designado párroco de Nuestra Señora del Valle, en Tortugas. También ejerció su ministerio en la Parroquia San Antonio de Padua (Barrio Belgrano)

## Enfrentamiento con el arzobispo
Durante los años '60 integró un grupo donde varios de sacerdotes preocupados por cuestiones sociales discutían sus inquietudes. A fines de 1968 elaboraron un documento firmado por unos 30 sacerdotes que fue entregado en mano a Bolatti por Armando Amirati, Ángel Presello y otros dos sacerdotes.

En 1969 una treintena de sacerdotes de la diócesis de Rosario desafió la autoridad del arzobispo Bolatti, afirmando que “la jerarquía es ciega, sorda y muda a los signos de los tiempos”. La contradicción entre su vocación original, llamados por un Cristo que nació y vivió entre los pobres,  y la realidad de la jerarquía, compartiendo la mesa del poder, sacudía las conciencias de estos hombres honestos y deseosos de ver un poco de justicia en la tierra.
Luego de este episodio abandonó el Estado Eclesial y posteriormente contrajo matrimonio con María del Rosario Oroquieta con quien tuvo tres hijos. Trabajó como albañil entre el 1969 al 1987. En el mismo lapso fue docente universitario de modo discontinuo: en el año 1968 daba clases y Bolatti lo hizo cesar al año siguiente. Recuperada la democracia en 1973, se reincorporó a la Universidad Nacional de Rosario. En marzo de 1976, las autoridades impuestas luego del Golpe de Estado lo alejaron de la actividad docente. 

Junto a su esposa trabajó con niños discapacitados.
En el año 2011 integró el panel "La lucha en DDHH: Lo que aprendimos, lo que enseñamos", con la participación de Herminia Severini y Vicente Zito Lema, en la Facultad de Psicología de la Universidad Nacional de Rosario.

## Trabajo actual
Luego de la Crisis económica argentina (1998-2002), comenzó a trabajar en barrios obreros que sufrieron un proceso de exclusión muy fuerte como el barrio llamado "Fisherton pobre", donde Lupori y su esposa se habían instalado en los años '90. Allí realizan trabajo de promoción social y comunitaria.

## Homenajes
- El 27 de abril de 2015, se realizó una reunión en su homenaje en la Facultad de Ciencias Políticas y Relaciones Internacionales donde daba clases en la carrera de Trabajo Social.  Oscar, se había retirado del ejercicio docente a fines del 2014.[8]
- El 14 de mayo de 2015, el Consejo Superior de la Universidad Nacional de Rosario lo designa como "Profesor Honorario" (Resolución C.S. N° 335/2015)
- Fue declarado Personalidad Distinguida por el Concejo Municipal de Rosario.[9]